# Gouvernement Collignon II
Région wallonne
Collignon I Di Rupo I
Le Gouvernement Collignon II est un gouvernement wallon bipartite composé de socialistes et de sociaux-chrétiens.
Ce gouvernement fonctionne, à la suite des élections régionales de 1995, du 20 juin 1995 au 12 juillet 1999 en remplacement du Gouvernement Collignon I. Après les élections régionales de 1999, il cèdera sa place au Gouvernement Di Rupo I.

## Composition
| Fonction                                                                                              | Titulaire | Titulaire                                                    | Parti |
| --- | --------- | ------------------------------------------------------------ | ----- |
| Ministre-Président Chargé de l’Économie, du Commerce extérieur, des PME, du Tourisme et du Patrimoine |           | Robert Collignon                                             | PS    |
| Ministre de l’Aménagement du Territoire, de l’Équipement et des Transports                            |           | Michel Lebrun                                                | PSC   |
| Ministre des Affaires intérieures et de la Fonction publique                                          |           | Bernard Anselme                                              | PS    |
| Ministre du Budget et des Finances, de l’Emploi et de la Formation                                    |           | Jean-Claude Van Cauwenberghe                                 | PS    |
| Ministre de la Recherche, du Développement technologique, du Sport et des Relations internationales   |           | Jean-Pierre Grafé remplacé le 11.12.1996 par: William Ancion | PSC   |
| Ministre de l’Action sociale, du Logement et de la Santé                                              |           | Willy Taminiaux                                              | PS    |
| Ministre de l’Environnement, des Ressources naturelles et de l’Agriculture                            |           | Guy Lutgen                                                   | PSC   |